# Danh sách chi của Arctiinae
Dưới đây là danh sách các chi bướm đêm thuộc phân họ Arctiinae, họ Erebidae:

## A
| - Abnormipterus - Abrochocis - Acantharctia - Acanthofrontia - Acco - Acerbia - Achroosia - Aclytia - Aclytophanes - Acribia - Acridopsis - Acsala - Acyclania - Acymba - Addua - Adites - Adoxosia - Adrepsia - Aedoea - Aemene - Aemilia - Aeolosia - Aethalida - Aethosia - Aethria - Aethriopsis - Afroarctia - Agagles - Agaltara - Agaphthora - Agaposoma - junior synonym of Hypercompe - Agaraea - Agerocha - Agkonia - Aglaomorpha - Aglossosia - Agrisius - Agunaix - Agylla - Agylloides - Agyrta - Agyrtidia - Agyrtiola - Alandria - Alepista - Alexicles - Allanwatsonia - Allochrista - Aloa - Alpenus - Alphaea - Altimaenas - Alytarchia - Amalodeta | - Amastus - Amata - Amatula - Amaxia - Amblythyris - Ambryllis - Ameleta - Amerila - Ammalo - Ammatho - Amphelarctia - Amphicallia - Amplicincia - Amsacta - Amsactarctia - Amsactoides - Amurrhyparia - Anace - Anaemosia - Anaene - Anaphela - Anaphlebia - Anaphleps - Anaphosia - Anapisa - Anatolmis - Anaulosia - Anaxita - Andala - Andrenimorpha - Androstigma - Anestia - Antaxia - Antichloris - Antiloba - Antiotricha - Antona - Anycles - Apaidia - Apantesis - Apeplopoda - Aphisaon - Aphra - Aphyarctia - Aphyle - Apiconoma - Apisa - Apistosia - Apocerea - Apocrisias - Apogurea - Apothosia - Aptilosia - Apyre - Arachnis | - Araeomolis - Archilema - Architesmia - Archithosia - Arctagyrta - Arctata - Arctia - Arctiarpia - Arctiites - Arctioneura - Ardices - Ardonea - Ardonipsa - Ardonissa - Are - Areas - Aresia - Areva - Argina - Argyarctia - Argyroeides - Arhabdosia - Aristodaema - Arnophila - Arrhythmica - Artimelia - Ascaptesyle - Asinusca - Asparus - Asphenoptera - Astacosia - Astralarctia - Asura - Asurgylla - Asuridia - Asuridoides - Asuropsis - Asythosia - Atasca - Atelophleps - Ateucheta - Atlantarctia - Atolmis - Atopomima - Atucia - Atyphopsis - Auriculoceryx - Autoceras - Autochloris - Automolis - Avela - Axiopoena - Axiopoeniella - Azatrephes |  |

## B
| - Balaca - Balacra - Balacrella - Balbura - Baritius - Baroa - Barsine - Barsinella - Belemnia - Belemniastis - Bepara - Bergeria - Bernathonomus - Bertholdia | - Bettonia - Binna - Birgorima - Bitecta - Bithra - Biturix - Bizone - Blabioides - Blavia - Blaviodes - Boadicea - Bodosa - Boenasa | - Bombopsyche - Borearctia - Borseba - Brachyosia - Bruceia - Brunia - Bryantia - Brycea - Bucaea - Burtia - Buthysia - Byrsia - Byssophaga |  |

## C
| - Cabarda - Cacoethes - Cacosoma - Cacostatia - Caeneressa - Calamidia - Calepidos - Calidota - Callicarus - Calligenia - Callimorpha - Callindra - Callisthenia - Callitomis - Callobalacra - Callopepla - Calodesma - Calonotos - Calpenia - Camptoloma - Canararctia - Capissa - Caprimima - Caprimimodes - Carales - Caralisa - Carathis - Carbisa - Carcinarctia - Carcinopodia - Carcinopyga - Caribarctia - Caridarctia - Carilephia - Caripodia - Carpostalagma - Caryatis - Castabala - Castrica - Castronia - Castulo - Catalana - Catenina - junior synonym of Hypercompe - Caulocera - Celamodes - Centrarctia - Centronia - Ceramidia - Ceramidiodes - Cercocladia - Cercophora - Cercopimorpha - Ceryx | - Challa - Chamaita - Chamesthema - Cheliosea - Chelis - Chetone - Chilesia - Chionaema - Chionarctia - Chionosia - Chiretolpis - Chiriphe - Chiromachla - Chlorhoda - Chlorocrisia - Chlorogenia - Chloropsinus - Choromeles - Chrostosoma - Chrysaeglia - Chrysaegliodes - Chrysallactis' - Chrysasura - Chrysocale - Chrysochlorosia - Chrysocneme - Chrysomesia - Chrysorabdia - Chrysoscota - Chrysostola - Chrysozana - Churinga - Cincia - Cinciana - Cisseps - Cissura - Cisthene - Cladarctia - Clemendana - Clemensia - Clerckia - Clisobara - Cloesia - Cluaca - Clystea - Coborisa - Coiffaitarctia - Collartisa - Colletria - Collita - Collocaliodes - Comachara | - Comacla - Comarchis - Composia - Compsochromia - Compsoprium - Conilepia - Copaena - Corcura - Corematura - Coreura - Correbia - Correbidia - Coscinia - Cosmosoma - Cossa - Costalimaida - Costarcha - Cothocida - Coutha - Cragia - Crambidia - Crambomorpha - Cratoplastis - Cratosia - Creatonotos - Cresera - Crinophora - Cristulosia - Crocodeta - Crocomela - Ctenandra - Ctenane - Ctenosia - Ctenucha - Ctenuchidia - Cubira - Curoba - Cyana - Cyanarctia - Cyanohypsa - Cyanopepla - Cybosia - Cyclomilta - Cyclosiella - Cyclosodes - Cyclosticta - Cycnia - Cymaroa - Cymbalophora - Cyme - Cyphopora - Cytorus |  |

## D
| - Dahana - Damias - Daphaenisca - Darantasia - Darantasiella - Darantoides - Daritis - Dasyarctia - Dasysphinx - Decimia - Deilemera - Deiopeia - Deloplotela - Delphyre - Demolis - Desmidocnemis - Deua - Diabaena - Diaconisia - Diacrisia - Diadesmola - Diakonoffia | - Dialeucias - Diaphora - Diarhabdosia - Diastrophia - Diaxanthia - Dichrostoptera - Dictenus - Didaphne - Didasys - Diduga - Didymonyx - Digama - Dinia - Dionychoscelis - Diospage - Diota - Dipaenae - Diphtheraspis - Diplonychodes - Dipteromorpha - Diptilon - Disasuridia | - Disaulota - Disconeura - Disoidemata - Disparctia - Divarctia - Dixanaene - Dixophlebia - Dodia - Dohertya - Dolgoma - Doliche - Dolichesia - Dondera - Doracis - Dotha - Drucea - Dubianaclia - Dufraneella - Dycladia - Dyphlebia - Dysauxes - Dysschema |  |

## E
| - Ecdemus - Echemis - Echeta - Echlida - Echoneura - Ecpantheria - junior synonym of Hypercompe - Ecteina - Ectypia - Eilema - Elsita - Elysius - Eminaria - Empyreuma - Emurena - Endera - Endrosa - Enioche - Ennomomima - Enope - Eohemera - Eospilarctia - Epanycles - Epatolmis - Epectaptera - Epeiromulona - Ephestris - Epibalacra - Epicallia - Epicrisias - Epidesma - Epilacydes - Epimolis - Epimydia - Episcea - Episcepsis - Epitalara - Epitoxis | - Erchia - Eressa - Eressades - Eriomastyx - Eriostepta - Eriphioides - Erithales - Ernassa - Erruca - Esthema - Estigmene - Euagra - Euarctia - Eucallimorpha - Eucastana - Eucereon - Euceriodes - Euchaetes - Eucharia - Euchlaenidia - Euchlorostola - Euchromia - Euclemensoides - Euclera - Euconosia - Eucoscinia - Eucreagra - Euctenucha - Eucyane - Eucyanoides - Eucyclopera - Eucyrta - Eudesmia - Eudiaphora - Eudoliche - Euerythra - Eugoa | - Eugonosia - Eugraphosia - Euhalisidota - Euleechia - Eumenogaster - Eunomia - Euplagia - Euplesia - Euproctosia - Eupseudosoma - Eupsychoma - Eupyra - Eurachia - Eurata - Eurodes - Eurosia - Eurota - Eurozonosia - Eurylomia - Eurynora - Eurypeplella - Euryptidia - Euschausia - Eutane - Eutelesia - Euthoracia - Euthyone - Eutomis - Euverna - Euzeugapteryx - Evius - Exemasia - Exilisia - Exitelica - Exotrocha - Eyralpenus |  |

## F
| - Fabresema - Fasslia | - Fletcherinia - Fodinoidea | - Fregella - Fuligoptera |  |

## G
| - Galethalea - Galtara - Galtarodes - Gampola - Gandhara - Gangamela - Gardinia - Gartha - Garudinia - Garudinistis - Garudinodes - Gastrochrysia - Gaudeator - Gerba - Geridixis - Geriojennsa | - Ghoria - Gigantospilosoma - Glaucosia - Glaucostola - Gnamptonychia - Gnophaela - Gnophrioides - Gonerda | - Goniosema - Gonotrephes - Gorgonidia - Grammarctia - Grammia - Graphea - Graphelysia - Graphosia - Graptasura - Grucia - Gurna - Gyara - Gylla - Gymnasura - Gymnelia - Gymnochroma |  |

## H
| - Habrochroma - Haemanota - Haemaphlebiella - Haematerion - Haematomis - Halone - Halurgia - Halysidota - Hanoisiella - Haploa - Haplonerita - Hassleria - Hebena - Hectobrocha - Hectogama - Heliactinidia - Heliorabdia - Heliosia - Heliozona - Heliura - Hemihyalea - Hemipsilia - Hemirhipidia - Hemonia - Herea - Heronina - Hestiarcha - Hesudra - Hesychopa - Heterallactis - Heterodontia | - Heterotropa - Hexaneura - Hiera - Himerarctia - Hippola - Hippurarctia - Histioea - Hobapromea - Holarctia - Holoarctia - Holochrea - Holocraspedon - Holomelina - Holophaea - Homoeocera - Homoeognatha - Homoneuronia - Homopsyche - Hoplarctia - Hoppiana - Horama - Horamella - Hyalaethea - Hyalarctia - Hyaleucerea - Hyalocoa | - Hyalomis - Hyalurga - Hyarias - Hyda - Hydrusa - Hypagoptera - Hypareva - Hypasura - Hypatia - Hyperandra - Hyperborea - Hypercompe - Hypermaepha - Hyperphara - Hyperthaema - Hyperthagylla - Hypeugoa - Hyphantria - Hyphoraia - Hypidalia - Hypidota - Hypocharis - Hypocladia - Hypocrisias - Hypocrita - Hypomolis - Hyponerita - Hypoprepia - Hyposhada - Hyposiccia |  |

## I
| - Icambosida - Ichoria - Idalus - Idioctetus - Idopterum - Ilemodes - Ilipa | - Illice - Illipula - Inopsis - Ionthas - Isanthrene - Ischnarctia - Ischnocampa | - Ischnognatha - Isia - Isine - Isorropus - Isostola - Ityca - Ixylasia |  |

## J
| - Josiodes | - Josiomorpha | - Josiomorphoides |  |

## K
| - Karschiola - Katha | - Katmeteugoa - Kiriakoffalia | - Kodiosoma - Korawa |  |

## L
| - Lacydes - Lacydoides - Laelapia - Laemocharis - Lafajana - Lalanneia - Lambula - Lambulodes - Lambulosia - Lamprobalacra - Lamprosiella - Lamprostola - Lampruna - Laora - Lasioprocta - Lauron - Lempkeella - Lemyra - Leopoldina - Lepidilema | - Lepidojulia - Lepidokirbyia - Lepidolutzia - Lepidoneiva - Lepidonewtonia - Lepidozikania - Lepista - Leptarctia - Leptoceryx - Leptopepla - Lepypiranga - Lerina - Lerna - Leucaloa - Leucanopsis - Leucopardus - Leucopleura - Leucopsumis - Leucorhodia - Leucotmemis | - Lexis - Licnoptera - Lithoprocris - Lithosarctia - Lithosia - Lobilema - Lobobasis - Lomuna - Lophilema - Lophocampa - Lophoneura - Loxomima - Loxophlebia - Loxozona - Lyclene - Lycomorpha - Lycomorphodes - Lymantriopsis - Lymire - Lysceia |  |

## M
| - Macaduma - Macadumosia - Machadoia - Machaeraptenus - Machairophora - Macotasa - Macrobrochis - Macrocneme - Macroptila - Macrosia - Maculonaclia - Maenoleneura - Maepha - Magnoptera - Mahavira - Mahensia - Malabus - Malesia - Mallocephala - Mallodeta - Mallostethus - Mannina - Mantala - Manulea - Marecidia - Marsypophora - Massicyta - Maurica - Mazaeras - Mecistorhabdia - Megalobosia - Meganaclia - Megapisa - Melanaema - Melanonaclia - Melastrota - Melese - Melisa | - Melisoides - Mellamastus - Mellona - Melora - Meneclia - Menegites - Meringocera - Mesenochroa - Mesocerea - Mesonaclia - Mesothen - Metacrias - Metacrisia - Metacrisiodes - Metacrocea - Metagylla - Metallosia - Metaloba - Metalobosia - Metamicroptera - Metamya - Metapiconoma - Metarctia - Metareva - Metarhodia - Metastatia - Metaxanthia - Meterythrosia - Meteugoa - Meteura - Metexelisia - Methysia - Metriophyla - Mevania - Micragrella - Micragyrta - Micralarctia | - Micrarctia - Micrilema - Microbergeria - Microgiton - Microhyle - Microlithosia - Micrommia - Micronaclia - Microstola - Microtane - Midara - Migoplastis - Miltasura - Miltochrista - Mimagyrta - Mimarctia - Mimica - Mumulosia - Mintopola - Miracidion - Mirandisca - Mithuna - Mochloptera - Monarctia - Monosyntaxis - Mosoda - Motada - Mulona - Munona - Munychia - Muxta - Myclela - Mydromera - Mydropastea - Myopsyche - Myrmecopsis - Mystrocneme |  |

## N
- Nacliodes
- Nanna
- Nannoarctia
- Nannoceryx
- Nannodota
- Napata
- Narosodes
- Nayaca
- Neacerea
- Neagylla
- Neardonaea
- Neasura
- Neasuroides
- Neaxia
- Nebrarctia
- Neeressa
- Neidalia
- Nelphe
- Neoarctia
- Neobalacra
- Neoblavia
- Neobrocha
- Neocallimorpha
- Neoduma
- Neomulona
- Neonerita
- Neophemula
- Neoplynes
- Neoscaptia
- Neoselca
- Neosiccia
- Neotalara
- Neothyone
- Neotrichura
- Neozana
- Neozatrephes
- Nepe
- Nephelomilta
- Nephelosia
- Nepita
- Neritonaclia
- Neritos
- Nesiotica
- Neuroxena
- Nezula
- Niasana
- Nikaea
- Nilgiricola
- Nipponasura
- Nishada
- Nodoza
- Nodozana
- Nolinophanes
- Notarctia
- Notata
- Notharctia
- Notophyson
- Nototrachus
- Novosia
- Nudaria
- Nudaridia
- Nudina
- Nudosia
- Nudur
- Nyctemera
- Nyctochroa
- Nyctosia
- Nyea
- Nyearctia
- Nyridela

## O
- Ochrodota
- Ochrota
- Ocnogyna
- Ocnogynodes
- Ocrosia
- Odozana
- Oedaleosia
- Oenarctia
- Oeonistis
- Oeonosia
- Olepa
- Oligamatites
- Olistheria
- Omiosia
- Omochroa
- Omoiala
- Onychipodia
- Onymapata
- Onythes
- Opharus
- Opsaroa
- Orcynia
- Ordishia
- Oreoceryx
- Oreopola
- Ormetica
- Oroncus
- Orontobia
- Orphanos
- Osmacola
- Osmocneme
- Ovenna
- Ovipennis
- Owambarctia
- Oxacme
- Ozodania

## P
- Pachasura
- Pachycerosia
- Pachyceryx
- Pachydota
- Pachylaelia
- Pachylischia
- Pachyphilona
- Padenia
- Padenodes
- Pagara
- Paidia
- Paidina
- Palaeomolis
- Palaeopsis
- Palaeosia
- Palaeosiccia
- Palaeotype
- Palaeozana
- Palaexera
- Palearctia
- Palilema
- Palparctia
- Palustra
- Panachranta
- Panassa
- Pangora
- Parabitecta
- Parablavia
- Paraceryx
- Parachelonia
- Paracincia
- Paracles
- Paradinia
- Paradohertya
- Paradoxosia
- Paraethria
- Paragylla
- Paralacydes
- Paralaethia
- Paralithosia
- Paralpenus
- Paramaenas
- Paramelisa
- Paramevania
- Paramsacta
- Paramulona
- Paramyopsyche
- Paranerita
- Paraona
- Paraonagylla
- Parapalosia
- Parapelosia
- Paraphrygia
- Parapisa
- Paraplastis
- Paraplesis
- Paraprepia
- Pararctia
- Parascaptia
- Parascepsis
- Parascolia
- Parasemia
- Parashada
- Parasiccia
- Paraspilarctia
- Parastatia
- Paratalara
- Parathyris
- Paratype
- Parauxes
- Parelictis
- Paremonia
- Pareuchaetes
- Pareugoa
- Parevia
- Parexilisia
- Parillice
- Parvicincia
- Passineura
- Pasteosia
- Patreliura
- Paulianosia
- Paurophleps
- Pelobrochis
- Pelochyta
- Pelosia
- Percote
- Pericallia
- Pericopis
- Peronetis
- Petalopleura
- Pezaptera
- Phacusa
- Phacusosia
- Phaegoptera
- Phaenarete
- Phaeomolis
- Phaeophlebosia
- Phaeosia
- Phaeosphecia
- Phaio
- Phalanna
- Phaloe
- Phaloesia
- Phaneropseustis
- Phaos
- Phaulosia
- Pheia
- Phenacomorpha
- Philenora
- Philoros
- Phissama
- Phlogomera
- Phlyctaenogastra
- Phoegoptera
- Phoenicoprocta
- Phoeniostacta
- Phragmatobia
- Phryganeomorpha
- Phryganopsis
- Phryganopteryx
- Phylloecia
- Physetocneme
- Pinheyata
- Pionia
- Pitane
- Pitasila
- Pithea
- Platarctia
- Platyprepia
- Pleurosoma
- Pliniola
- Plumareola
- Podomachla
- Poecilarctia
- Poecilosoma
- Poliodule
- Poliopastea
- Poliosia
- Pompiliodes
- Pompilopsis
- Porphyrochrysa
- Prabhasa
- Praemastus
- Premolis
- Preparctia
- Prepiella
- Prinasura
- Procalypta
- Procanthia
- Procridia
- Procrimima
- Proctocopis
- Progona
- Prolobosia
- Pronola
- Propyria
- Proschaliphora
- Prosiccia
- Prosopidia
- Protolithosia
- Protomolis
- Protosia
- Protracta
- Proxhyle
- Prumala
- Prytania
- Pryteria
- Psapharacis
- Pseudaclytia
- Pseudaethria
- Pseudalus
- Pseudamastus
- Psuedapiconoma
- Pseudapistosia
- Pseudarctia
- Pseudargyroeides
- Pseudeucerion
- Pseudilema
- Pseudischnocampa
- Pseudlepista
- Pseudmelisa
- Pseudoblabes
- Pseudocallimorpha
- Pseudoceryx
- Pseudocharidea
- Pseudocharis
- Pseudodiptera
- Pseudoedaleosia
- Pseudogaltara
- Pseudohemihyalea
- Pseudohyaleucerea
- Pseudomacroptila
- Pseudomya
- Pseudonaclia
- Pseudophaio
- Pseudophaloe
- Pseudophanes
- Pseudopharus
- Pseudopompilia
- Pseudoscaptia
- Pseudosphecosoma
- Pseudosphenoptera
- Pseudosphex
- Pseudotessellarctia
- Pseudothyretes
- Psichotoe
- Psilopepla
- Psilopleura
- Psoloptera
- Psychophasma
- Pteroodes
- Pterophaea
- Ptychoglene
- Ptychotricos
- Purius
- Pusiola
- Pusiolania
- Pydnaodes
- Pygarctia
- Pygoctenucha
- Pyralidia
- Pyrrharctia

## Q
- Quadrasura

## R
- Rajendra
- Ranghana
- Regobarrosia
- Repa
- Rezia
- Rhabdatomis
- Rhabdomarctia
- Rhagonis
- Rhagophanes
- Rhipha
- Rhiphidarctia
- Rhodareas
- Rhodogastria
- Rhodographa
- Rhynchopyga
- Rhyparia
- Rhyparioides
- Riccia
- Robinsonia
- Romanoffia
- Romualdia
- Romualdisca
- Ruscino

## S
- Saenura
- Sagaropsis
- Salapola
- Sallaea
- Sansaptera
- Saozana
- Sarosa
- Satara
- Saurita
- Sauritinia
- Scaeodora
- Scaphidriotis
- Scaptesyle
- Scaptius
- Scearctia
- Scelilasia
- Scena
- Schalodeta
- Schalotomis
- Schasiura
- Schistophleps
- Sciopsyche
- Scoliacma
- Scoliosia
- Sebastia
- Secusio
- Seileria
- Seirarctia
- Selenarctia
- Sellota
- Senecauxia
- Senia
- Serincia
- Seripha
- Sermyla
- Sesapa
- Sesiura
- Setema
- Setina
- Setinochroa
- Seydelia
- Sibirarctia
- Siccia
- Sicciaemorpha
- Siculifer
- Sidyma
- Simareea
- Sinoarctia
- Sinowatsonia
- Siopastea
- Snellenopsis
- Soganaclia
- Somatrichia
- Sommeria
- Sonorarctia
- Sontia
- Soritena
- Sozusa
- Spatulosia
- Sphaeromachia
- Sphecomimax
- Sphecops
- Sphecopsis
- Sphecopsyche
- Sphecosoma
- Sphragidium
- Spilarctia
- Spilosoma
- Spiris
- Spodarctia
- Stauropolia
- Stenarcha
- Stenarctia
- Stenaulis
- Stenelopsis
- Stenilema
- Stenophaea
- Stenopterosia
- Stenoscaptia
- Stenosia
- Stenucha
- Sterrhosia
- Sthenognatha
- Stictane
- Stictonaclia
- Stictosia
- Stidzaeras
- Stigmatophora
- Stonia
- Streptophlebia
- Striosia
- Sutonocrea
- Sychesia
- Sylescaptia
- Symmetrodes
- Symphlebia
- Symphlebomis
- Syntarctia
- Syntomeida
- Syntomerea
- Syntomidopsis
- Syntomimorpha
- Syntomis
- Syntomoides
- Syntomostola
- Syntrichura

## T
- Tajigyna
- Takwa
- Talara
- Talhoukia
- Tampea
- Tamsita
- Tanada
- Tancrea
- Tarika
- Tatargina
- Tegulata
- Teinomastyx
- Telioneura
- Tenuinaclia
- Teracotona
- Teratopora
- Termessa
- Terna
- Tesma
- Tessella
- Tessellarctia
- Tessellota
- Teulisna
- Thalesa
- Thallarcha
- Thanatarctia
- Theages
- Thebrone
- Thermeola
- Thermidarctia
- Thermograpta
- Threnosia
- Thrinacia
- Thumatha
- Thumathoides
- Thylacoptera
- Thyonaea
- Thyretarctia
- Thyretes
- Thyrgis
- Thyrgorina
- Thyrogonia
- Thyromolis
- Thyrosticta
- Thysanoprymna
- Thysanoptyx
- Tigridania
- Tigrioides
- Timalus
- Tineopsis
- Tinoliodes
- Tipulodes
- Tmetoptera
- Tortricosia
- Torycus
- Tospitis
- Toulgoetinaclia
- Trianeura
- Trichaeta
- Trichaetoides
- Trichareva
- Trichela
- Trichocerosia
- Trichomelia
- Trichromia
- Trichura
- Tricypha
- Tripura
- Trischalis
- Trissobrocha
- Tritonaclia
- Trocodima
- Tropacme
- Trypheromera
- Tsarafidynia
- Tsirananaclia
- Tuina
- Tumicla
- Turlinia
- Turuptiana
- Tylanthes
- Tyria

## U
| - Uraga - Uranophora - Urolasia | - Urolosia - Urozana - Utetheisa | - Utriculofera - Uxia |  |

## V
| - Vadonaclia - Vamuna - Vanessodes - Venedictoffia | - Vianania - Viettesia - Virbia - Vitronaclia | - Viviennea - Vulmara - Vulsinia |  |

## W
| - Wanderbiltia | - Watsonarctia | - Watsonidia |  |

## X
| - Xantharete - Xanthesthes - Xanthetis - Xanthoarctia - Xanthocraspeda - Xanthodule | - Xantholopha - Xanthomaenas - Xanthomis - Xanthophaeina | - Xanthopleura - Xenosoma - Xylecata |  |

## Y
- Yelva

## Z
| - Zadadra - Zadadrina - Zaevius - Zagaris | - Zamolis - Zatrephes - Zellatilla - Zigira | - Zobida - Zonoda - Zygaenopsis - Zygaenosia |  |